# Donald Davies
Donald Davies   (Treorchy, 7 de juny de 1924 - Princess Alice Hospice, Esher, 28 de maig de 2000) va ser un enginyer informàtic gal·lès.

## Vida i obra
El seu pare, oficinista d'una mina de carbó, va morir quan ell i la seva germana bessona no havien complert els dos anys. La mare, amb els dos fills es va traslladar a Portsmouth a viure amb la seva família. Davies va acabar els estudis secundaris brillantment en aquesta vila i el 1939 va ingressar a l'Imperial College London, en el qual es va graduar el 1943. En graduar-se va ser assignat al grup de treball, dirigit per Rudolf Peierls, que treballava en el desenvolupament de la bomba atòmica britànica, essent destinat a la planta d'Imperial Chemical Industries (ICI) a Billingham.
El 1947 es va incorporar al Laboratori Nacional de Física, per treballar en el projecte de dissenyar un ordinador electrònic capaç d'emmagatzemar programes, l'ACE, projecte dirigit per Alan Turing. Va jugar un important paper en convertir l'arquitectura revolucionaria de Turing en una màquina operativa. A començaments dels 1960's, quan es va iniciar la época de compartir recursos informàtics entre diferents usuaris simultàniament, va començar a estudiar el problema i va arribar a la solució de la commutació de paquets, de forma independent de Paul Baran a RAND Co. (Estats Units). Aquest procediment es va convertir un un estàndard de la comunicació entre ordinadors, que va permetre el naixement d'internet.
Les recerques de Davies va ser en diferents camps de la ciència de la computació com el reconeixement de veu, el processament d'imatges, l'encriptació o la seguretat. El 1984 es va retirar, deixant el Laboratori Nacional de Física, però mantenint una gran activitat com consultor de seguretat per a diferents firmes comercials.
Davies no va publicar gaire, ja que les seves recerques eren fetes per a clients particulars que volien mantenir la confidencialitat. Tot i així va publicar uns quants articles científics i quatre llibres: un sobre tècniques digitals (1963), dos sobre xarxes de comunicació (1973 i 1979) i un altre sobre seguretat informàtica (1984).